# Janet Perry
Janet Perry (* 27. Dezember 1947 in Minneapolis) ist eine amerikanische Opernsängerin.

## Werdegang
Ihren ersten Bühnenauftritt hatte Janet Perry 1959 elfjährig in The Wizard of Oz, später studierte sie Gesang am Curtis Institute of Music in Philadelphia. Ihr Operndebüt erfolgte 1969 am Landestheater Linz als Zerlina in Mozarts Don Giovanni. Es folgten Auftritte in europäischen Opernhäusern unter den Dirigenten Herbert von Karajan, Carlos Kleiber, Karl Böhm, Riccardo Muti, Daniel Barenboim, Nikolaus Harnoncourt, Mstislaw Rostropowitsch, Rafael Kubelík, James Levine und Wolfgang Sawallisch.
1973/74 wirkte sie an der Fernsehverfilmung der Operetten Schwarzwaldmädel und Zigeunerliebe mit.

## Diskografie (Auswahl)
- Smetana: Die verkaufte Braut (als Esmaralda) (Stratas, Kollo; Krombholc, 1975) Eurodisc
- Verdi: Falstaff (als Nannetta) (Kabaivanska, Ludwig, Araiza, Taddei; Karajan, 1980) Philips
- Mozart: Die Zauberflöte (als Papagena) (Mathis, Ott, Araiza, van Dam; Karajan, 1980) Deutsche Grammophon
- Mozart: Thamos, König in Ägypten (Harnoncourt, 1980) Teldec
- Mozart: Große Messe in c-Moll (Hendricks, Schreier, Luxon; Karajan, 1982) Deutsche Grammophon
- R. Strauss: Der Rosenkavalier (als Sophie) (Tomowa-Sintow, Baltsa, Moll; Karajan, 1982) Deutsche Grammophon
- Beethoven: Neunte Sinfonie (Baltsa, Cole, van Dam; Karajan, 1983) Deutsche Grammophon
- Bruckner: Te Deum (Karajan, 1984) Deutsche Grammophon
- Mercadante: Il bravo (Aprea, 1990) Nuova Era

## Videografie (Auswahl)
- Mozart: Le nozze di Figaro (als Barbarina) (Freni, Te Kanawa, Ewing, Prey, Fischer-Dieskau; Böhm, Ponnelle, 1976) Deutsche Grammophon
- Monteverdi: Il ritorno d’Ulisse in patria (als Melanto) (Hollweg, Schmidt, Araiza, Estes; Harnoncourt, Ponnelle, 1979) Deutsche Grammophon
- Monteverdi: L’incoronazione di Poppea (als Drusilla) (Yakar, Schmidt, Esswood, Tappy, Araiza, Salminen; Harnoncourt, Ponnelle, 1980) Deutsche Grammophon
- Verdi: Falstaff (Kabaivanska, Ludwig, Araiza, Taddei; Karajan, Karajan, 1982) Sony
- Bach: Kaffeekantate (Schreier, Holl; Harnoncourt, 1984) Deutsche Grammophon
- R. Strauss: Der Rosenkavalier (Tomowa-Sintow, Baltsa, Moll; Karajan, Karajan, 1984) Sony
- J. Strauß II: Die Fledermaus (als Adele) (Coburn, Faßbaender, Hopferwieser, Wächter; C.Kleiber, Schenk, 1987) Deutsche Grammophon